# Wilfriede Günschel

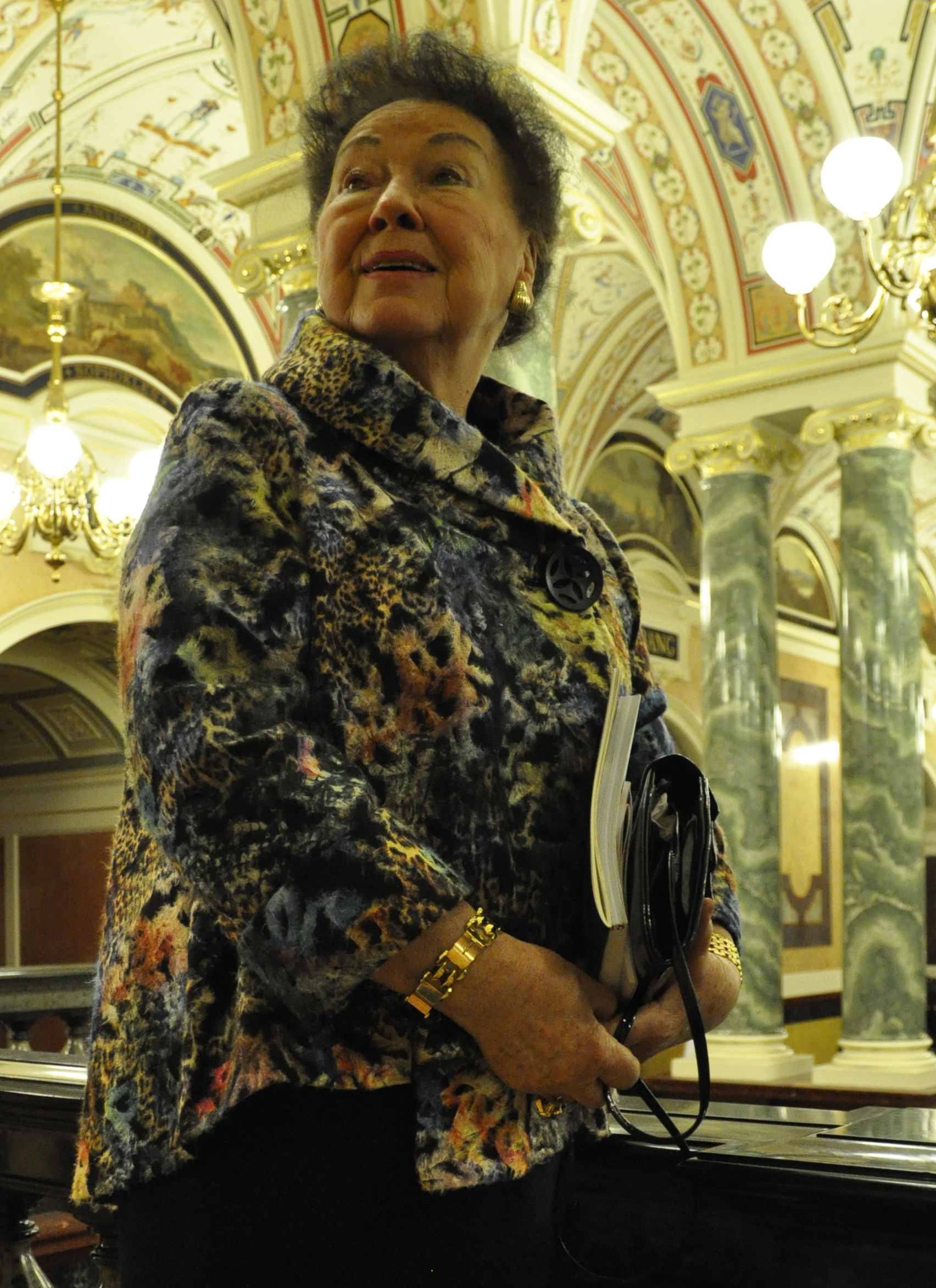
Wilfriede Günschel 2019 in Dresden

Wilfriede Günschel (* 5. Februar 1937 in Weißenfels; † 12. Oktober 2024 in Gößnitz) war eine deutsche Opernsängerin (Sopran).

## Leben und Schaffen
Wilfriede Günschel wuchs in einem musikalisch geprägten Elternhaus in Weißenfels auf. Ihre erste musikalische Ausbildung erhielt sie im Kirchenchor der Lutherischen- und der Stadtkirche St. Marien bei Kurt Fischer und Wolfgang Semrau; die Grundlagen des Klavierspielens an der örtlichen Volksmusikschule. Von 1954 bis 1958 studierte sie am Konservatorium in Halle/Saale klassischen Gesang und Klavier bei Wally Geist-Frühauf und Hanny Bollmann-Kremers.
1958 gab sie ihr Bühnendebüt als Brautjungfer in der Dieter-Nowka-Oper Jan Suschka am Stadttheater Cottbus. 1962 verpflichteten sie der Generalmusikdirektor Martin Egelkraut und der Generalintendant Gert Beinemann an das Landestheater Altenburg. Ihr Stimmfach reichte vom lyrischen bis zum dramatischen Sopran; ihr Repertoire von der Oper, der Kantate bis hin zur Konzertarie. In der Peter Gogler-Inszenierung (1967) Die Meistersinger von Nürnberg entdeckte sie in der Rolle der Eva ihre Neigung zum Werk von Richard Wagner.
1972 verabschiedete sich Wilfriede Günschel von ihrem Altenburger Publikum und wirkte ab da als freiberuflich tätige Künstlerin. Sie gastierte auf den Bühnen der DDR, mehrfach im sozialistischen Ausland, Österreich, Italien und der BRD. In Budapest trat sie mit Franco Corelli bei einer von Zsuzsa Koncz moderierten Klassik-Live-Übertragung des Budapester Rundfunks auf. Von 1974 bis 1978 sang sie in der Leipziger Inszenierung Der Ring des Nibelungen die Partie der Helmwige.
1983 wurde ihr auf Empfehlung ihres ehemaligen Gesangsmeisters, des Kammersängers Rudolf Dittrich, sowie des GMD Ude Nissen und Claus Peter Flor für ihr Lebenswerk der Titel „Kammersängerin“ verliehen.
Wilfriede Günschel war mit dem Autor und Herausgeber von Kunst- und Sportkatalogen, Siegfried Seyffert (1934–2006) verheiratet.

## Opernpartien (Auswahl)
- 1958: Dieter Nowka: Jan Suschka (Brautjungfer), Dirigent: Hermann-Josef Nellessen; Stadttheater Cottbus[4][8]
- 1962/1963: Wolfgang Amadeus Mozart: Così fan tutte (Fiordiligi), Dirigent: Helmut Wünderlich; Landestheater Altenburg[9]
- 1963/1964: Carl Maria von Weber: Der Freischütz (Agathe), Dirigent: GMD Martin Egelkraut; Landestheater Altenburg[9]
- 1963/1964: Giuseppe Verdi: La traviata (Violetta), Dirigent: Helmut Wünderlich; Landestheater Altenburg[9]
- 1964/1965: Wolfgang Amadeus Mozart: Die Hochzeit des Figaro (Gräfin), Dirigent: GMD Martin Engelkraut; Landestheater Altenburg[9]
- 1964/1965: Giuseppe Verdi: Der Troubadour (Leonore), Dirigent: MD Rolf Schellenberg; Landestheater Altenburg[9]
- 1965/1966: Werner Egk: Die Zaubergeige (Ninabella), Dirigent: MD Rolf Schellenberg; Landestheater Altenburg[9]
- 1965/1967: Werner Egk: Die Zaubergeige (Ninabella), Dirigent: GMD Rudolf Neuhaus; Staatsoper Dresden (Gastvertrag)
- 1965/1966: Giuseppe Verdi: Nabucco (Abigail), Dirigent: MD Rolf Schellenberg; Landestheater Altenburg[9]
- 1965/1966: Giacomo Puccini: La Bohème (Mimi), Dirigent: MD Rolf Schellenberg; Landestheater Altenburg[9]
- 1966/1967: Giuseppe Verdi: Die Macht des Schicksals (Donna Leonora de Vargas), Dirigent: MD Rolf Schellenberg; Landestheater Altenburg[9]
- 1967/1968: Ruggero Leoncavallo: Der Bajazzo (Nedda), Dirigent: MD Rolf Schellenberg; Landestheater Altenburg[9]
- 1967/1968: Georg Friedrich Händel: Ezio (Fulvia), Dirigent: MD Rolf Schellenberg; Landestheater Altenburg[9]
- 1967/1968: Richard Wagner: Die Meistersinger von Nürnberg (Eva), Dirigent: MD Rolf Schellenberg; Landestheater Altenburg[9]
- 1967/1968: Pietro Mascagni: Cavalleria rusticana (Santuzza), Dirigent: MD Rolf Schellenberg; Landestheater Altenburg[9]
- 1968/1969: Giuseppe Verdi: Aida (Aida), Dirigent: MD Rolf Schellenberg; Landestheater Altenburg[9]
- 1968/1969: Wolfgang Amadeus Mozart: Die Entführung aus dem Serail (Konstanze), Dirigent: Helmut Wünderlich; Landestheater Altenburg[9]
- 1968/1969: Franz Lehàr: Paganini (Maria Anna Elisa), Dirigent: Helmut Wünderlich; Landestheater Altenburg[9]
- 1970/1971: Betrich Smetana: Die verkaufte Braut (Marie), Dirigent: Peter Sommer; Landestheater Altenburg[9]
- 1970/1971: Richard Wagner: Der fliegende Holländer (Senta), Dirigent: Peter Sommer; Landestheater Altenburg[9]
- 1971/1972: Wolfgang Amadeus Mozart: Die Zauberflöte (Königin der Nacht), Dirigent: Peter Sommer/ Helmut Wünderlich; Landestheater Altenburg[9]
- 1974/1978: Richard Wagner: Der Ring des Nibelungen (Helmwige), Regie: Joachim Herz, Dirigent: Gert Bahner; Opernhaus Leipzig[5][6][7]

## Konzertante Aufführungen (Auswahl)
- 1971: Wilhelm Weismann: Drei Hölderlin-Madrigale, Bohuslav Martinu: Mikesch vom Berge, Johannes Brahms: Liebeslieder-Walzer, Dirigent: Horst Neumann, Rundfunk-Sinfonieorchester Leipzig; Leipzig[10]
- 1972: Drei Sinfoniekonzerte, Johann Strauss – EST mit Rautio Erkki, Pasztor Lajos und Erhard Cotta, Dirigent: Siegfried Geißler, Suhler Sinfonieorchester; Budapest[11]
- 1974: Wolfgang Amadeus Mozart: Arien aus Figaros Hochzeit und Die Entführung aus dem Serail, Dirigent: Horst Neumann, Rundfunkkammerorchester Leipzig; Wintersdorf[12]
- 1975: Dmitri Schostakowitsch: Sinfonie Nr. 14 für Sopran, Bass und Kammerorchester, opus 135, Peter Tschaikowski: Musik aus dem Ballett Schwanensee, Dirigent: Wolfgang Kupke, Staatliches Vogtlandorchester; Reichenbach
- 1976: Antonín Dvořák: Sinfonie a IX-a in mi minor „Din lumea noua“, Siegfried Geißler: Doppelkonzert Mezzosopran und Violoncello für Orchester, Richard Strauss: Till Eulenspiegels lustige Streiche, mit Mezö Laszlo, Dirigent: GMD Siegfried Geißler, Suhler Philharmonie; Budapest, Oradea, Arad[13]
- 1978: Gustav Mahler: 4. Sinfonie G-Dur mit Sopransolo und Bass, Dirigent: Wolfgang Kupke, Staatliches Vogtland-Sinfonieorchester; Reichenbach
- 1978: Giacomo Puccini: Opernabend, Dirigent: Franz Chlum, Sinfonieorchester Saalfeld; Eisenberg[14]
- 1979: Johann Sebastian Bach: Solokantate 84: Ich bin vergnügt, Konzert für Oboe, Violine und Orchester, Kantate 51: Jauchzet Gott in allen Landen, Dirigent: Manfred Müller-Cant, Paul-Gerhardt-Kammerorchester; Stuttgart[15]
- 1982: Ludwig van Beethoven: Sinfonie Nr. 9 d-Moll opus 125, Dirigent: Herbert Kegel, Dresdner Philharmonie; Gewandhaus Leipzig[16][17]
- 1983: Gustav Mahler: 4. Sinfonie G-Dur, Dirigent: Karl-Heinz Zettel, Hallesche Philharmonie; Gewandhaus Leipzig[18][19]
- 1985: Wolfgang Amadeus Mozart: Sinfonie D-Dur, KV 504, Felix Mendelssohn Bartholdy: Sinfonie Nr. 4 A-Dur, Schweriner Philharmonie, Dirigent: Horst Förster; Gewandhaus Leipzig[20]
- 1986: Siegfried Geißler: (Uraufführung) Sieben Liebeslieder nach Texten von James Joyce, Dirigent: Wolfgang Hoyer, Suhler Philharmonie, Gewandhaus Leipzig[21][22]
- 1986: Richard Strauss: Lieder für Sopran und Orchester, Dirigent: Christian Ehwald, Jenaer Philharmonie; Gewandhaus Leipzig[23]

## Tondokumente (Auswahl)
- Siegfried Geißler: Excerpt aus Sieben Liebeslieder für Sopran und großes Orchester nach Texten von James Joyce; Sopran: Wilfriede Günschel; Suhler Philharmonie unter der Leitung von Wolfgang Hoyer, Suhl 1986, auf youtube[24]
- Martinu Bohuslav: Mikesch vom Berge (für Chor, Sopran- und Tenor-Solo, 2 Violinen, Viola und Klavier), 1. März 1971; Labelcode: X150 DRA Babelsberg, HFDB-ID:1505270
- Stanisław Moniuszko: Mikesch vom Berge (Halka); CD ZI-Nr.:86149 DRA